# Bonifaci Calvo

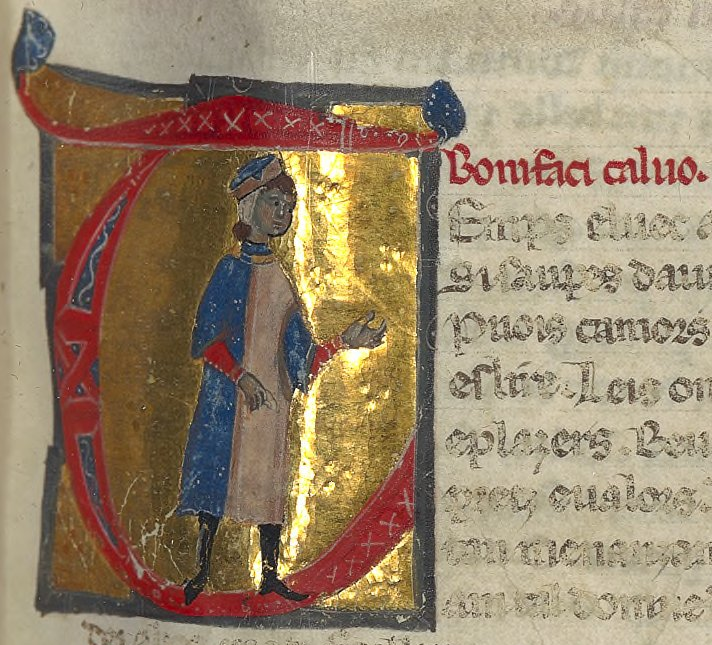
Bonifaci Calvo; BnF ms. 12473 fol. 79; cançoner K

Bonifaci Calvo (Gènova, ...1253-1266...) fou un trobador italià, tot i que escriu en occità, que passà molt de temps a la cort d'Alfons el Savi. Se'n conserven 19 composicions.

## Vida
No es té cap vida ni notícies en fonts d'arxiu d'aquest trobador. Se sap que passà temps a la cort d'Alfons el Savi, ja que va escriure diversos sirventesos polítics defensant els interessos d'aquest rei en afers que daten de 1253 o 1254. En tot cas, hi va passar suficientment temps com per dominar la llengua de la lírica i escriure dues poesies en gallecportuguès, conservades en els cançoners Colocci-Brancuti i d'Ajuda a nom de Bonifaz de Genua, que sempre s'ha identificat amb Bonifaci Calvo. També mostra el seu virtuosisme lingüístic en el sirventès plurilingüe on hi ha estrofes en occità, en francès i en gallecportuguès.
Possiblement havia tornat a Gènova quan escriu el 1266 un sirventès sobre els afers de Gènova i Venècia (Ges no m'es greu s'eu non sui ren prezatz). La vida-razó de Bartolomeo Zorzi explica que Zorzi, venecià, fou fet presoner pels genovesos i dut a Gènova. I, quan Bonifaci va escriure aquest sirventès, Bartolomeo en va escriure un altre en resposta, cosa que els feu acabar essent amics (si se torneron l'un a l'autre e foron granz amis).
El seu corpus està format per diverses cançons, un planh per la mort de la seva dama, un parell de partiments amb trobadors genovesos i diversos sirventesos polítics i morals.

## Obra

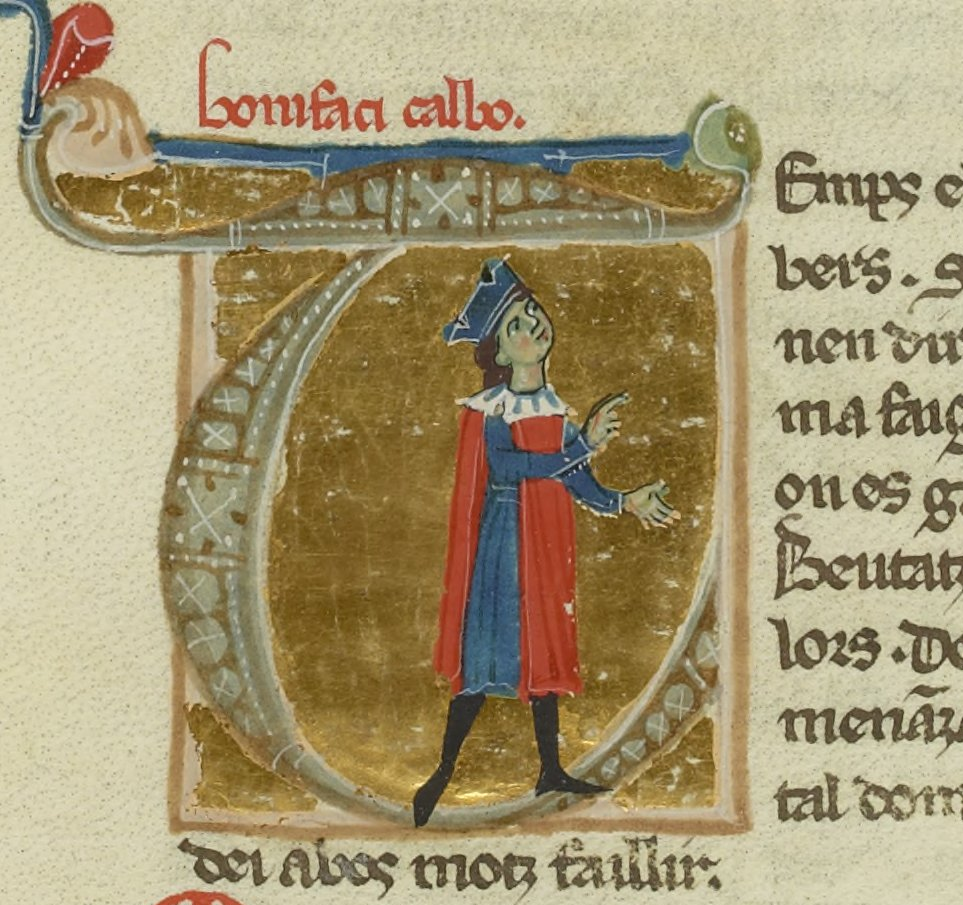
Bonifaci Calvo; BnF ms. 854 fol. 95v; cançoner I

### En occità
- (101,1)[1] Ab gran dreg son maint gran seingnor del mon (sirventès)
- (101,2) Ai, Dieus ! S'a cor qe·m destreigna (Lai, descort)
- (101,3) Er quan vei glassatz los rius (cançó)
- (101,4) En luec de verianz floritz (sirventès al voltant de la política d'Alfons el Savi)
- (101,5) Enquer cab sai chanz e solatz (sirventès)
- (101,6) Finz e lejals mi sui mes (cançó)
- (101,7) Ges no m'es greu s'eu non sui ren prezatz (sirventès)
- (101,8) Lo maier senz, c'om en se puosc' aver (cançó)
- (101,8a) Luchetz, se·us platz mais amar finamen (partiment amb Luchetz Gateluz o Luchetto Gattilusio)
- (101,9) Mout a que sovinenza (sirventès al voltant de la política d'Alfons el Savi)
- (101,10) Per tot zo c'om sol valer (sirventès)
- (101,11) Qui a talen de donar (sirventès)
- (101,11a) Scotz, qals mais vos plazeria (partiment, amb un tal Scot (escot), de qui no es tenen més notícies)
- (101,12) S'ieu ai perdut, no se·n podon iauzir (planh per la mort d'una dama)
- (101,13) S'ieu d'ir' ai meinz que razos non aporta (planh)
- (101,14) Tant auta dompna·m fai amar (cançó)
- (101,15) Temps e luecs (loc) a mos sabers (cançó)
- (101,16) Una gran desmezura vei caber (sirventès)
- (101,17) Un nou sirventes ses tardar (sirventès plurilingüe dirigit a Alfons el Savi)

### En gallecportuguès
- Mui gran poder á sobre min Amor
- Ora non moiro, nen vivo, nen sei

### Repertoris
- Alfred Pillet / Henry Carstens, Bibliographie der Troubadours von Dr. Alfred Pillet […] ergänzt, weitergeführt und herausgegeben von Dr. Henry Carstens. Halle : Niemeyer, 1933 [Bonifaci Calvo és el número PC 101]
- Martí de Riquer, Vidas y retratos de trovadores. Textos y miniaturas del siglo XIII, Barcelona, Círculo de Lectores, 1995 p. 316-18 [Reproducció de les miniatures del cançoner K i I i de la vida-razó de Bartolomeo Zorzi on es parla també de Bonifaci Calvo]